# Coppa del Mondo di freestyle 2024
La Coppa del Mondo di freestyle 2024 è stata la quarantacinquesima edizione della manifestazione organizzata dalla Federazione Internazionale Sci; ha avuto inizio il 19 ottobre 2023 a Coira e si è conclusa il 24 marzo 2024 a Silvaplana, in Svizzera. Nel corso della stagione si sono tenuti ad Aspen, negli Stati Uniti d'America, i Winter X Games XXVIII, non validi ai fini della Coppa del Mondo. In seguito all'invasione dell'Ucraina, gli atleti russi e bielorussi sono stati esclusi dalle competizioni.
La programmazione ha previsto gare di 6 discipline: ski cross, salti, gobbe, gobbe in parallelo, halfpipe, slopestyle e big air. Sia in campo maschile che femminile è stata assegnata una Coppa del Mondo generale di freestyle (data dalla somma dei punteggi ottenuti tra halfpipe, slopestyle e big air), una Coppa del Mondo generale di gobbe e una Coppa del Mondo per ogni singola specialità. Infine sono state stilate le classifiche per nazioni.
In campo maschile lo statunitense Alex Ferreira ha vinto la Coppa del Mondo generale di freestyle, oltre a quella di halfpipe. Il canadese Mikaël Kingsbury si è aggiudicato la Coppa del Mondo generale di gobbe e quella di gobbe in parallelo (era detentore uscente di entrambi i trofei), mentre il giapponese Ikuma Horishima ha vinto il trofeo di gobbe. Lo svedese David Mobärg ha vinto la Coppa del Mondo di ski cross, il cinese Qi Guangpu quella di salti e gli statunitensi Mac Forehand e Alexander Hall rispettivamente i trofei di slopestyle e di big air.
In campo femminile la svizzera Mathilde Gremaud ha vinto la Coppa del Mondo generale di freestyle, quella di slopestyle e quella di big air. L'australiana Jakara Anthony si è aggiudicata la Coppa del Mondo generale di gobbe, quella di gobbe e  quella di gobbe in parallelo, mentre la sua connazionale Danielle Scott ha vinto il trofeo di salti (di cui era detentrice uscente). La canadese Marielle Thompson si è aggiudicata la Coppa del Mondo di ski cross e la cinese Eileen Gu quella di halfpipe.
I norvegesi Birk Ruud, tra gli uomini, e Johanne Killi, tra le donne, sono i detentori uscenti della Coppa del Mondo generale di freestyle. Il canadese Reece Howden e la svedese Sandra Näslund di quella di ski cross, lo svizzero Noé Roth di quella di salti e la francese Perrine Laffont di quella di gobbe.

## Uomini

### Risultati
| Data             | Località             | Nazione     | Spec. | Primo                     | Secondo               | Terzo                     |
| ---------------- | -------------------- | ----------- | ----- | ------------------------- | --------------------- | ------------------------- |
| 19 ottobre 2023  | Coira                | Svizzera    | BA    | Dylan Deschamps           | Daniel Bacher         | Birk Ruud                 |
| 25 novembre 2023 | Stubaital            | Austria     | SBS   | Evan McEachran            | Mac Forehand          | Alexander Hall            |
| 2 dicembre 2023  | Pechino              | Cina        | BA    | Alexander Hall            | Édouard Therriault    | Andri Ragettli            |
| 2 dicembre 2023  | Ruka                 | Finlandia   | MO    | Ikuma Horishima           | Walter Wallberg       | Mikaël Kingsbury          |
| 3 dicembre 2023  | Ruka                 | Finlandia   | AE    | Qi Guangpu                | Pirmin Werner         | Dmytro Kotovskyi          |
| 7 dicembre 2023  | Val Thorens          | Francia     | SX    | Tristan Takats            | Tyler Wallasch        | Romain Détraz             |
| 8 dicembre 2023  | Val Thorens          | Francia     | SX    | Jared Schmidt             | David Mobärg          | Johannes Rohrweck         |
| 8 dicembre 2023  | Idre Fjäll           | Svezia      | MO    | Mikaël Kingsbury          | Nick Page             | Filip Gravenfors          |
| 9 dicembre 2023  | Idre Fjäll           | Svezia      | DM    | Mikaël Kingsbury          | Rasmus Stegfeldt      | Ikuma Horishima           |
| 9 dicembre 2023  | Secret Garden        | Cina        | HP    | Alex Ferreira             | Luke Harrold          | Hunter Hess               |
| 12 dicembre 2023 | Arosa                | Svizzera    | SX    | Jared Schmidt             | Reece Howden          | Erik Mobärg               |
| 15 dicembre 2023 | Copper Mountain      | Stati Uniti | HP    | Alex Ferreira             | Hunter Hess           | Birk Irving               |
| 16 dicembre 2023 | Copper Mountain      | Stati Uniti | BA    | Mac Forehand              | Miro Tabanelli        | Birk Ruud                 |
| 15 dicembre 2023 | Alpe d'Huez          | Francia     | MO    | Mikaël Kingsbury          | Elliot Vaillancourt   | Ikuma Horishima           |
| 16 dicembre 2023 | Alpe d'Huez          | Francia     | DM    | Walter Wallberg           | Rasmus Stegfeldt      | Mikaël Kingsbury          |
| 16 dicembre 2023 | Changchun            | Cina        | AE    | Pirmin Werner             | Christopher Lillis    | Li Tianma                 |
| 21 dicembre 2023 | San Candido          | Italia      | SX    | Jared Schmidt             | Nicolas Raffort       | Youri Duplessis Kergomard |
| 22 dicembre 2023 | San Candido          | Italia      | SX    | Terence Tchiknavorian     | Tim Hronek            | Florian Wilmsmann         |
| 22 dicembre 2023 | Bakuriani            | Georgia     | MO    | Ikuma Horishima           | Filip Gravenfors      | Mikaël Kingsbury          |
| 23 dicembre 2023 | Bakuriani            | Georgia     | DM    | Mikaël Kingsbury          | Ikuma Horishima       | Nick Page                 |
| 19 gennaio 2024  | Val Saint-Côme       | Canada      | MO    | Walter Wallberg           | Elliot Vaillancourt   | Filip Gravenfors          |
| 20 gennaio 2024  | Val Saint-Côme       | Canada      | DM    | Mikaël Kingsbury          | Filip Gravenfors      | Matt Graham               |
| 20 gennaio 2024  | Nakiska              | Canada      | SX    | Reece Howden              | Terence Tchiknavorian | Alex Fiva                 |
| 21 gennaio 2024  | Nakiska              | Canada      | SX    | Jonas Lenherr             | Florian Wilmsmann     | Youri Duplessis Kergomard |
| 21 gennaio 2024  | Laax                 | Svizzera    | SBS   | Birk Ruud                 | Mac Forehand          | Max Moffatt               |
| 26 gennaio 2024  | Waterville Valley    | Stati Uniti | MO    | Ikuma Horishima           | Cooper Woods          | Mikaël Kingsbury          |
| 27 gennaio 2024  | Waterville Valley    | Stati Uniti | DM    | Mikaël Kingsbury          | Ikuma Horishima       | Walter Wallberg           |
| 28 gennaio 2024  | Sankt Moritz         | Svizzera    | SX    | Simone Deromedis          | Alex Fiva             | Youri Duplessis Kergomard |
| 1º febbraio 2024 | Deer Valley          | Stati Uniti | MO    | Mikaël Kingsbury          | Ikuma Horishima       | Filip Gravenfors          |
| 2 febbraio 2024  | Deer Valley          | Stati Uniti | AE    | Alexandre Duchaine        | Connor Curran         | Qi Guangpu                |
| 3 febbraio 2024  | Deer Valley          | Stati Uniti | DM    | Ikuma Horishima           | Benjamin Cavet        | Dylan Marcellini          |
| 2 febbraio 2024  | Alleghe              | Italia      | SX    | Erik Mobärg               | Alex Fiva             | Niklas Bachsleitner       |
| 3 febbraio 2024  | Alleghe              | Italia      | SX    | Reece Howden              | Florian Wilmsmann     | Johannes Aujesky          |
| 2 febbraio 2024  | Mammoth Mountain     | Stati Uniti | HP    | Alex Ferreira             | Hunter Hess           | Nick Goepper              |
| 3 febbraio 2024  | Mammoth Mountain     | Stati Uniti | SBS   | Alexander Hall            | Colby Stevenson       | Andri Ragettli            |
| 10 febbraio 2024 | Bakuriani            | Georgia     | SX    | David Mobärg              | Florian Wilmsmann     | Alex Fiva                 |
| 11 febbraio 2024 | Bakuriani            | Georgia     | SX    | Simone Deromedis          | David Mobärg          | Tobias Baur               |
| 10 febbraio 2024 | Lac-Beauport         | Canada      | AE    | Qi Guangpu                | Wang Xindi            | Émile Nadeau              |
| 11 febbraio 2024 | Lac-Beauport         | Canada      | AE    | Zhang Yifan               | Wang Xindi            | Noé Roth                  |
| 16 febbraio 2024 | Calgary              | Canada      | HP    | Alex Ferreira             | Brendan Mackay        | Jon Sallinen              |
| 18 febbraio 2024 | Calgary              | Canada      | HP    | Alex Ferreira             | Jon Sallinen          | Lee Seung-hun             |
| 24 febbraio 2024 | Reiteralm            | Austria     | SX    | Erik Mobärg               | Jonas Lenherr         | Melvin Tchiknavorian      |
| 25 febbraio 2024 | Reiteralm            | Austria     | SX    | Youri Duplessis Kergomard | Simone Deromedis      | Terence Tchiknavorian     |
| 8 marzo 2024     | Almaty               | Kazakistan  | MO    | Mikaël Kingsbury          | Ikuma Horishima       | Matt Graham               |
| 9 marzo 2024     | Almaty               | Kazakistan  | DM    | Mikaël Kingsbury          | Pavel Kolmakov        | Landon Wendler            |
| 10 marzo 2024    | Almaty               | Kazakistan  | AE    | Qi Guangpu                | Wang Guochen          | Christopher Lillis        |
| 15 marzo 2024    | Tignes               | Francia     | BA    | Alexander Hall            | Leo Landrø            | Andri Ragettli            |
| 16 marzo 2024    | Tignes               | Francia     | SBS   | Mac Forehand              | Tormod Frostad        | Ralph Konnor              |
| 16 marzo 2024    | Chiesa in Valmalenco | Italia      | DM    | Mikaël Kingsbury          | Takuya Shimakawa      | Nick Page                 |
| 16 marzo 2024    | Veysonnaz            | Svizzera    | SX    | David Mobärg              | Alex Fiva             | Florian Wilmsmann         |
| 22 marzo 2024    | Idre Fjäll           | Svezia      | SX    | David Mobärg              | Simone Deromedis      | Reece Howden              |
| 23 marzo 2024    | Idre Fjäll           | Svezia      | SX    | David Mobärg              | Reece Howden          | Erik Mobärg               |
| 24 marzo 2024    | Silvaplana           | Svizzera    | SBS   | Andri Ragettli            | Lukas Müllauer        | Luca Harrington           |

Legenda: 

SX = Ski cross 

MO = Gobbe 

DM = Gobbe in parallelo 

AE = Salti 

HP = Halfpipe 

SBS = Slopestyle 

BA = Big air

### Classifiche

#### Ski cross
| Pos. | Nome              | Nazione  | Punti |
| ---- | ----------------- | -------- | ----- |
| 1    | David Mobärg      | Svezia   | 780   |
| 2    | Reece Howden      | Canada   | 721   |
| 3    | Alex Fiva         | Svizzera | 698   |
| 4    | Florian Wilmsmann | Germania | 642   |
| 5    | Erik Mobärg       | Svezia   | 612   |

#### Salti
| Pos. | Nome               | Nazione     | Punti |
| ---- | ------------------ | ----------- | ----- |
| 1    | Qi Guangpu         | Cina        | 440   |
| 2    | Pirmin Werner      | Svizzera    | 300   |
| 3    | Christopher Lillis | Stati Uniti | 298   |
| 4    | Wang Xindi         | Cina        | 285   |
| 5    | Zhang Yifan        | Cina        | 276   |

#### Generale di gobbe
| Pos. | Nome             | Nazione     | Punti |
| ---- | ---------------- | ----------- | ----- |
| 1    | Mikaël Kingsbury | Canada      | 1300  |
| 2    | Ikuma Horishima  | Giappone    | 982   |
| 3    | Filip Gravenfors | Svezia      | 705   |
| 4    | Walter Wallberg  | Svezia      | 568   |
| 5    | Nick Page        | Stati Uniti | 541   |
| 6    | Rasmus Stegfeldt | Svezia      | 512   |
| 7    | Benjamin Cavet   | Francia     | 478   |
| 8    | Pavel Kolmakov   | Kazakistan  | 419   |
| 9    | Julien Viel      | Canada      | 408   |
| 10   | Cooper Woods     | Australia   | 404   |

#### Gobbe
| Pos. | Nome                | Nazione  | Punti |
| ---- | ------------------- | -------- | ----- |
| 1    | Ikuma Horishima     | Giappone | 610   |
| 2    | Mikaël Kingsbury    | Canada   | 600   |
| 3    | Filip Gravenfors    | Svezia   | 361   |
| 4    | Walter Wallberg     | Svezia   | 343   |
| 5    | Elliot Vaillancourt | Canada   | 236   |

#### Gobbe in parallelo
| Pos. | Nome             | Nazione     | Punti |
| ---- | ---------------- | ----------- | ----- |
| 1    | Mikaël Kingsbury | Canada      | 700   |
| 2    | Ikuma Horishima  | Giappone    | 372   |
| 3    | Rasmus Stegfeldt | Svezia      | 361   |
| 4    | Filip Gravenfors | Svezia      | 344   |
| 5    | Nick Page        | Stati Uniti | 308   |

#### Generale Park & Pipe
| Pos. | Nome            | Nazione       | Punti |
| ---- | --------------- | ------------- | ----- |
| 1    | Alex Ferreira   | Stati Uniti   | 500   |
| 2    | Alexander Hall  | Stati Uniti   | 460   |
| 3    | Mac Forehand    | Stati Uniti   | 455   |
| 4    | Andri Ragettli  | Svizzera      | 380   |
| 5    | Birk Ruud       | Norvegia      | 332   |
| 6    | Hunter Hess     | Stati Uniti   | 287   |
| 7    | Jon Sallinen    | Finlandia     | 245   |
| 8    | Miro Tabanelli  | Italia        | 226   |
| 9    | Luca Harrington | Nuova Zelanda | 207   |
| 10   | Lee Seung-hun   | Corea del Sud | 199   |

#### Halfpipe
| Pos. | Nome          | Nazione       | Punti |
| ---- | ------------- | ------------- | ----- |
| 1    | Alex Ferreira | Stati Uniti   | 400   |
| 2    | Hunter Hess   | Stati Uniti   | 265   |
| 3    | Jon Sallinen  | Finlandia     | 230   |
| 4    | Lee Seung-hun | Corea del Sud | 177   |
| 5    | Nick Goepper  | Stati Uniti   | 155   |

#### Slopestyle
| Pos. | Nome           | Nazione     | Punti |
| ---- | -------------- | ----------- | ----- |
| 1    | Mac Forehand   | Stati Uniti | 310   |
| 2    | Alexander Hall | Stati Uniti | 260   |
| 3    | Andri Ragettli | Svizzera    | 255   |
| 4    | Birk Ruud      | Norvegia    | 194   |
| 5    | Ralph Konnor   | Stati Uniti | 154   |

#### Big air
| Pos. | Nome           | Nazione     | Punti |
| ---- | -------------- | ----------- | ----- |
| 1    | Alexander Hall | Stati Uniti | 236   |
| 2    | Andri Ragettli | Svizzera    | 196   |
| 3    | Miro Tabanelli | Italia      | 162   |
| 4    | Birk Ruud      | Norvegia    | 160   |
| 5    | Mac Forehand   | Norvegia    | 136   |

## Donne

### Risultati
| Data             | Località             | Nazione     | Spec. | Primo             | Secondo                                                        | Terzo                    |
| ---------------- | -------------------- | ----------- | ----- | ----------------- | -------------------------------------------------------------- | ------------------------ |
| 19 ottobre 2023  | Coira                | Svizzera    | BA    | Mathilde Gremaud  | Tess Ledeux                                                    | Sarah Höfflin            |
| 25 novembre 2023 | Stubaital            | Austria     | SBS   | Mathilde Gremaud  | Tess Ledeux                                                    | Ruby Andrews             |
| 2 dicembre 2023  | Pechino              | Cina        | BA    | Mathilde Gremaud  | Kirsty Muir                                                    | Flora Tabanelli          |
| 2 dicembre 2023  | Ruka                 | Finlandia   | MO    | Jakara Anthony    | Elizabeth Lemley                                               | Olivia Giaccio           |
| 3 dicembre 2023  | Ruka                 | Finlandia   | AE    | Marion Thénault   | Danielle Scott                                                 | Janbota Aldabergenova    |
| 7 dicembre 2023  | Val Thorens          | Francia     | SX    | Sandra Näslund    | Marielle Berger Sabbatel                                       | Fanny Smith              |
| 8 dicembre 2023  | Val Thorens          | Francia     | SX    | Daniela Maier     | Brittany Phelan                                                | Marielle Berger Sabbatel |
| 8 dicembre 2023  | Idre Fjäll           | Svezia      | MO    | Jakara Anthony    | Rino Yanagimoto                                                | Olivia Giaccio           |
| 9 dicembre 2023  | Idre Fjäll           | Svezia      | DM    | Jaelin Kauf       | Rino Yanagimoto                                                | Jakara Anthony           |
| 9 dicembre 2023  | Secret Garden        | Cina        | HP    | Eileen Gu         | Hanna Faulhaber                                                | Amy Fraser               |
| 12 dicembre 2023 | Arosa                | Svizzera    | SX    | Hannah Schmidt    | Marielle Berger Sabbatel Marielle Thompson Christina Födermayr |                          |
| 15 dicembre 2023 | Copper Mountain      | Stati Uniti | HP    | Eileen Gu         | Hanna Faulhaber                                                | Zoe Atkin                |
| 16 dicembre 2023 | Copper Mountain      | Stati Uniti | BA    | Tess Ledeux       | Mathilde Gremaud                                               | Kirsty Muir              |
| 15 dicembre 2023 | Alpe d'Huez          | Francia     | MO    | Jakara Anthony    | Jaelin Kauf                                                    | Olivia Giaccio           |
| 16 dicembre 2023 | Alpe d'Huez          | Francia     | DM    | Jakara Anthony    | Olivia Giaccio                                                 | Alli Macuga              |
| 16 dicembre 2023 | Changchun            | Cina        | AE    | Winter Vinecki    | Kong Fanyu                                                     | Laura Peel               |
| 21 dicembre 2023 | San Candido          | Italia      | SX    | Sandra Näslund    | Fanny Smith                                                    | Hannah Schmidt           |
| 22 dicembre 2023 | San Candido          | Italia      | SX    | Sixtine Cousin    | Marielle Berger Sabbatel                                       | Sandra Näslund           |
| 22 dicembre 2023 | Bakuriani            | Georgia     | MO    | Jakara Anthony    | Rino Yanagimoto                                                | Hannah Soar              |
| 23 dicembre 2023 | Bakuriani            | Georgia     | DM    | Jakara Anthony    | Maïa Schwinghammer                                             | Jaelin Kauf              |
| 19 gennaio 2024  | Val Saint-Côme       | Canada      | MO    | Jakara Anthony    | Jaelin Kauf                                                    | Hinako Tomitaka          |
| 20 gennaio 2024  | Val Saint-Côme       | Canada      | DM    | Jakara Anthony    | Jaelin Kauf                                                    | Olivia Giaccio           |
| 20 gennaio 2024  | Nakiska              | Canada      | SX    | Hannah Schmidt    | Marielle Thompson                                              | Fanny Smith              |
| 21 gennaio 2024  | Nakiska              | Canada      | SX    | Hannah Schmidt    | Marielle Berger Sabbatel                                       | Brittany Phelan          |
| 21 gennaio 2024  | Laax                 | Svizzera    | SBS   | Mathilde Gremaud  | Eileen Gu                                                      | Jay Riccomini            |
| 26 gennaio 2024  | Waterville Valley    | Stati Uniti | MO    | Jakara Anthony    | Jaelin Kauf                                                    | Hannah Soar              |
| 27 gennaio 2024  | Waterville Valley    | Stati Uniti | DM    | Jakara Anthony    | Jaelin Kauf                                                    | Olivia Giaccio           |
| 28 gennaio 2024  | Sankt Moritz         | Svizzera    | SX    | Marielle Thompson | Fanny Smith                                                    | Hannah Schmidt           |
| 1º febbraio 2024 | Deer Valley          | Stati Uniti | MO    | Olivia Giaccio    | Jaelin Kauf                                                    | Hinako Tomitaka          |
| 2 febbraio 2024  | Deer Valley          | Stati Uniti | AE    | Winter Vinecki    | Danielle Scott                                                 | Abbey Willcox            |
| 3 febbraio 2024  | Deer Valley          | Stati Uniti | DM    | Jakara Anthony    | Jaelin Kauf                                                    | Olivia Giaccio           |
| 2 febbraio 2024  | Alleghe              | Italia      | SX    | India Sherret     | Saskja Lack                                                    | Talina Gantenbein        |
| 3 febbraio 2024  | Alleghe              | Italia      | SX    | Marielle Thompson | Brittany Phelan                                                | Marielle Berger Sabbatel |
| 2 febbraio 2024  | Mammoth Mountain     | Stati Uniti | HP    | Amy Fraser        | Eileen Gu                                                      | Zoe Atkin                |
| 3 febbraio 2024  | Mammoth Mountain     | Stati Uniti | SBS   | Mathilde Gremaud  | Eleanor Andrews                                                | Jay Riccomini            |
| 10 febbraio 2024 | Bakuriani            | Georgia     | SX    | Marielle Thompson | Brittany Phelan                                                | Marielle Berger Sabbatel |
| 11 febbraio 2024 | Bakuriani            | Georgia     | SX    | Marielle Thompson | Marielle Berger Sabbatel                                       | Talina Gantenbein        |
| 10 febbraio 2024 | Lac-Beauport         | Canada      | AE    | Karenna Elliott   | Danielle Scott                                                 | Marion Thénault          |
| 11 febbraio 2024 | Lac-Beauport         | Canada      | AE    | Winter Vinecki    | Chen Meiting                                                   | Danielle Scott           |
| 16 febbraio 2024 | Calgary              | Canada      | HP    | Eileen Gu         | Amy Fraser                                                     | Zoe Atkin                |
| 18 febbraio 2024 | Calgary              | Canada      | HP    | Eileen Gu         | Zoe Atkin                                                      | Svea Irving              |
| 25 febbraio 2024 | Reiteralm            | Austria     | SX    | Brittany Phelan   | Marielle Berger Sabbatel                                       | Talina Gantenbein        |
| 8 marzo 2024     | Almaty               | Kazakistan  | MO    | Jakara Anthony    | Alli Macuga                                                    | Hannah Soar              |
| 9 marzo 2024     | Almaty               | Kazakistan  | DM    | Jakara Anthony    | Jaelin Kauf                                                    | Olivia Giaccio           |
| 10 marzo 2024    | Almaty               | Kazakistan  | AE    | Marion Thénault   | Danielle Scott                                                 | Kong Fanyu               |
| 15 marzo 2024    | Tignes               | Francia     | BA    | Mathilde Gremaud  | Liu Mengting                                                   | Flora Tabanelli          |
| 16 marzo 2024    | Tignes               | Francia     | SBS   | Tess Ledeux       | Mathilde Gremaud                                               | Olivia Asselin           |
| 16 marzo 2024    | Chiesa in Valmalenco | Italia      | DM    | Jakara Anthony    | Jaelin Kauf                                                    | Elizabeth Lemley         |
| 16 marzo 2024    | Veysonnaz            | Svizzera    | SX    | Marielle Thompson | Brittany Phelan                                                | India Sherret            |
| 22 marzo 2024    | Idre Fjäll           | Svezia      | SX    | Brittany Phelan   | India Sherret                                                  | Saskja Lack              |
| 23 marzo 2024    | Idre Fjäll           | Svezia      | SX    | Marielle Thompson | Marielle Berger Sabbatel                                       | Brittany Phelan          |
| 24 marzo 2024    | Silvaplana           | Svizzera    | SBS   | Tess Ledeux       | Mathilde Gremaud                                               | Jay Riccomini            |

Legenda: 

SX = Ski cross 

MO = Gobbe 

DM = Gobbe in parallelo 

AE = Salti 

HP = Halfpipe 

SBS = Slopestyle 

BA = Big air

### Classifiche

#### Ski cross
| Pos. | Nome                     | Nazione  | Punti |
| ---- | ------------------------ | -------- | ----- |
| 1    | Marielle Thompson        | Canada   | 1077  |
| 2    | Marielle Berger Sabbatel | Francia  | 990   |
| 3    | Brittany Phelan          | Canada   | 934   |
| 4    | Hannah Schmidt           | Canada   | 663   |
| 5    | Talina Gantenbein        | Svizzera | 635   |

#### Salti
| Pos. | Nome            | Nazione     | Punti |
| ---- | --------------- | ----------- | ----- |
| 1    | Danielle Scott  | Australia   | 420   |
| 2    | Winter Vinecki  | Stati Uniti | 378   |
| 3    | Marion Thénault | Canada      | 311   |
| 4    | Chen Meiting    | Cina        | 278   |
| 5    | Kaila Kuhn      | Stati Uniti | 227   |

#### Generale di gobbe
| Pos. | Nome               | Nazione     | Punti |
| ---- | ------------------ | ----------- | ----- |
| 1    | Jakara Anthony     | Australia   | 1480  |
| 2    | Jaelin Kauf        | Stati Uniti | 1064  |
| 3    | Olivia Giaccio     | Stati Uniti | 882   |
| 4    | Hannah Soar        | Stati Uniti | 717   |
| 5    | Alli Macuga        | Stati Uniti | 615   |
| 6    | Hinako Tomitaka    | Giappone    | 586   |
| 7    | Tess Johnson       | Stati Uniti | 538   |
| 8    | Rino Yanagimoto    | Giappone    | 531   |
| 9    | Maïa Schwinghammer | Canada      | 470   |
| 10   | Elizabeth Lemley   | Stati Uniti | 425   |

#### Gobbe
| Pos. | Nome            | Nazione     | Punti |
| ---- | --------------- | ----------- | ----- |
| 1    | Jakara Anthony  | Australia   | 720   |
| 2    | Jaelin Kauf     | Stati Uniti | 500   |
| 3    | Olivia Giaccio  | Stati Uniti | 427   |
| 4    | Hannah Soar     | Stati Uniti | 406   |
| 5    | Hinako Tomitaka | Giappone    | 325   |

#### Gobbe in parallelo
| Pos. | Nome               | Nazione     | Punti |
| ---- | ------------------ | ----------- | ----- |
| 1    | Jakara Anthony     | Australia   | 760   |
| 2    | Jaelin Kauf        | Stati Uniti | 564   |
| 3    | Olivia Giaccio     | Stati Uniti | 455   |
| 4    | Hannah Soar        | Stati Uniti | 311   |
| 5    | Maïa Schwinghammer | Canada      | 304   |

#### Generale Park & Pipe
| Pos. | Nome             | Nazione     | Punti |
| ---- | ---------------- | ----------- | ----- |
| 1    | Mathilde Gremaud | Svizzera    | 600   |
| 2    | Eileen Gu        | Cina        | 560   |
| 3    | Tess Ledeux      | Francia     | 496   |
| 4    | Amy Fraser       | Canada      | 335   |
| 5    | Flora Tabanelli  | Italia      | 270   |
| 6    | Zoe Atkin        | Regno Unito | 260   |
| 7    | Jay Riccomini    | Stati Uniti | 251   |
| 8    | Sarah Höfflin    | Svizzera    | 251   |
| 8    | Liu Mengting     | Cina        | 244   |
| 10   | Anni Kärävä      | Finlandia   | 241   |

#### Halfpipe
| Pos. | Nome         | Nazione     | Punti |
| ---- | ------------ | ----------- | ----- |
| 1    | Eileen Gu    | Cina        | 400   |
| 2    | Amy Fraser   | Canada      | 290   |
| 3    | Zoe Atkin    | Regno Unito | 260   |
| 4    | Riley Jacobs | Stati Uniti | 185   |
| 5    | Svea Irving  | Stati Uniti | 182   |

#### Slopestyle
| Pos. | Nome             | Nazione       | Punti |
| ---- | ---------------- | ------------- | ----- |
| 1    | Mathilde Gremaud | Svizzera      | 380   |
| 2    | Tess Ledeux      | Francia       | 316   |
| 3    | Jay Riccomini    | Stati Uniti   | 209   |
| 4    | Ruby Andrews     | Nuova Zelanda | 186   |
| 5    | Sarah Höfflin    | Svizzera      | 165   |

#### Big air
| Pos. | Nome             | Nazione     | Punti |
| ---- | ---------------- | ----------- | ----- |
| 1    | Mathilde Gremaud | Svizzera    | 380   |
| 2    | Tess Ledeux      | Francia     | 248   |
| 3    | Flora Tabanelli  | Italia      | 189   |
| 4    | Sandra Eie       | Norvegia    | 160   |
| 5    | Kirsty Muir      | Regno Unito | 140   |

## Misto

### Risultati
| Data             | Località  | Nazione | Spec. | Primo                                                           | Secondo                                  | Terzo                                    |
| ---------------- | --------- | ------- | ----- | --------------------------------------------------------------- | ---------------------------------------- | ---------------------------------------- |
| 17 dicembre 2023 | Changchun | Cina    | AE    | Stati Uniti 1 Winter Vinecki Christopher Lillis Quinn Dehlinger | Cina 2 Chen Meiting Wang Xindi Li Tianma | Cina 1 Kong Fanyu Zhang Yifan Qi Guangpu |

Legenda: 

AE = Salti

### Classifiche

#### Salti a squadre
| Pos. | Nazione       | Punti |
| ---- | ------------- | ----- |
| 1    | Stati Uniti 1 | 100   |
| 2    | Cina 2        | 80    |
| 3    | Cina 1        | 60    |
| 4    | Stati Uniti 2 | 50    |
| 5    | Cina 3        | 45    |

## Coppa delle Nazioni

### Classifiche

#### Generale
| Pos. | Nazione     | Punti |
| ---- | ----------- | ----- |
| 1    | Canada      | 8983  |
| 2    | Stati Uniti | 8125  |
| 3    | Svizzera    | 5737  |
| 4    | Francia     | 4548  |
| 5    | Svezia      | 4032  |

#### Freestyle
| Pos. | Nazione     | Punti |
| ---- | ----------- | ----- |
| 1    | Stati Uniti | 5301  |
| 2    | Svizzera    | 2591  |
| 3    | Canada      | 2244  |
| 4    | Cina        | 1295  |
| 5    | Norvegia    | 1160  |

#### Salti
| Pos. | Nazione     | Punti |
| ---- | ----------- | ----- |
| 1    | Stati Uniti | 2229  |
| 2    | Cina        | 2125  |
| 3    | Canada      | 1328  |
| 4    | Australia   | 732   |
| 5    | Ucraina     | 629   |

#### Gobbe
| Pos. | Nazione     | Punti |
| ---- | ----------- | ----- |
| 1    | Stati Uniti | 3244  |
| 2    | Giappone    | 2026  |
| 3    | Canada      | 1718  |
| 4    | Svezia      | 1230  |
| 5    | Australia   | 1132  |

#### Gobbe in parallelo
| Pos. | Nazione     | Punti |
| ---- | ----------- | ----- |
| 1    | Stati Uniti | 3221  |
| 2    | Canada      | 1872  |
| 3    | Giappone    | 1822  |
| 4    | Svezia      | 1255  |
| 5    | Australia   | 1034  |

#### Ski cross
| Pos. | Nazione  | Punti |
| ---- | -------- | ----- |
| 1    | Canada   | 5540  |
| 2    | Svizzera | 4855  |
| 3    | Francia  | 3424  |
| 4    | Austria  | 2451  |
| 5    | Germania | 2323  |